# 高村戰鬥
高村戰鬥發生於1934年6月1日，地點則是在中國贛西銅鼓。是第一次国共内战前期主要戰鬥之一，也是國軍第五次圍剿共軍行動重要過程。該戰鬥交戰一方為中華民國國民革命軍，另一方則為中國共產黨所領導之中國工農紅軍。